# Doug Parkinson
Douglas John Parkinson (Waratah, 30 de octubre de 1946 – Sídney, 15 de marzo de 2021) fue un cantante australiano de rock y pop.

## Carrera musical
Parkinson lideró las bandas de rock and roll Strings and Things/A Sound (1965), The Questions (1966) y Doug Parkinson in Focus (1968). Formó parte del supergrupo Fanny Adams en 1971 y de la banda de jazz The Life Organisation en 1973. La versión de la canción "Dear Prudence" de Doug Parkinson in Focus (publicada en mayo de 1969) alcanzó la quinta posición en la lista Go-Set. Su siguiente sencillo, "Without You" / "Hair" se ubicó en la misma casilla en el mes de octubre.
El músico falleció en Sídney el 15 de marzo de 2021 a los setenta y cuatro años.

## Discografía

### Álbumes de estudio
| Título                                      | Detalles                                                                                           | Posición en las listas |
| Título                                      | Detalles                                                                                           | AUS                    |
| ------------------------------------------- | -------------------------------------------------------------------------------------------------- | ---------------------- |
| No Regrets                                  | - Lanzamiento: junio de 1973 - Formato: LP, Casete - Discográfica: Polydor (2907004)               | —                      |
| I'll Be Around (con The Southern Star Band) | - Lanzamiento: marzo de 1979 - Formato: LP, Casete - Discográfica: Southern Star Records (L 36824) | 37                     |
| Heartbeat to Heartbeat                      | - Lanzamiento: marzo de 1983 - Formato: LP, Casete - Discográfica: CBS (SBP 237862)                | 59                     |
| Reflections                                 | - Lanzamiento: septiembre de 1986 - Formato: LP, Casete - Discorgáfica: Hammard (HAM 147)          | —                      |
| Somewhere After Midnight                    | - Lanzamiento: 2 de septiembre de 2005 - Formato: CD - Discográfica: Roy Boy (rbr1000)             | —                      |
| Timelines                                   | - Lanzamiento: 2006 - Formato: CD - Discográfica: Roy Boy (rbr1000)                                | —                      |
| Not Fade Away                               | - Lanzamiento: 2010 - Formato: CD - Discográfica: Roy Boy (rbr4000)                                | —                      |

### Álbumes recopilatorios
| Título                    | Detalles                                                          |
| ------------------------- | ----------------------------------------------------------------- |
| In & Out of Focus 1966-75 | - Lanzamiento: 1996 - Formato: CD - Discográfica: Raven (RVCD-58) |

### EP
| Title                                                  | EP details                                                              |
| ------------------------------------------------------ | ----------------------------------------------------------------------- |
| Something Wonderful (con The Questions)                | - Lanzamiento: 1968 - Formato: LP - Discográfica: Festival (FX-11477)   |
| Doug Parkinson in Focus (como Doug Parkinson in Focus) | - Lanzamiento: 1970 - Formato: LP - Discográfica: Columbia (SEGO-70188) |